# Андрофілія

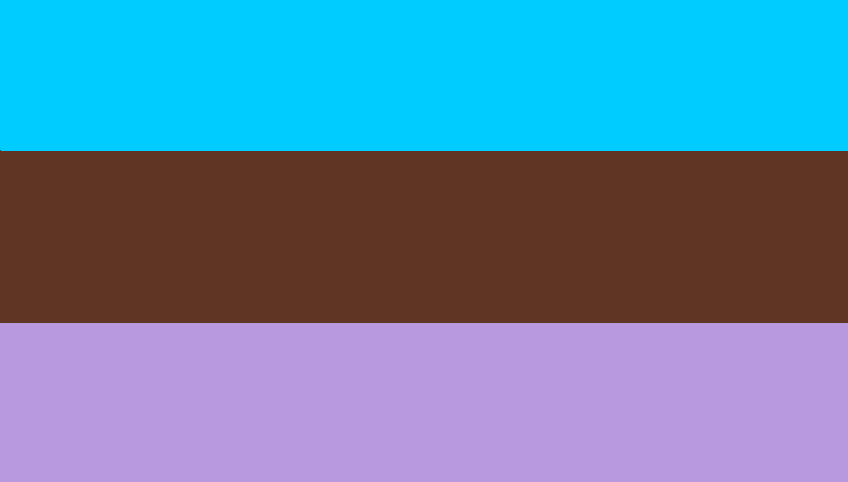
Прапор андросексуалів

Андрофілія (з гр. άνδρας — «чоловік» + φιλία — «любов»), або андросексуальність — термін, що використовується у поведінкових науках (психології, психобіології, антропології, когнітивній науці тощо) для позначення сексуальної орієнтації, як альтернативі гендерній бінарній гомосексуальній або гетеросексуальній концептуалізації й означає потяг до дорослих суб'єктів-чоловіків, або потяг до маскулінності у загальному.
Андрофілія не залежить від статі чи гендерної ідентичності, хоч для позначення таких осіб, які проявляють потяг здебільшого до чоловіків, називають зазвичай або жінок-андрофілів — гетеросексуалок, або чоловіків-андрофілів — гомосексуалів (останніх найчастіше). Однак андрофілія теж притаманна і трансгендерним, і транссексуальним, і інтерсексуальним індивідам тощо, і також проявляється у тяжінні до мужності та маскулінності у загальному, при чому часто не важливо, хто володіє цією рисою.
Інколи поняття виступає синонімічним до термінів «андроманія» та «андроромантизм».
На думку дослідників, чоловіча андрофілія є еволюційним парадоксом, оскільки має генетичні передумови (присутній генетичний компонент), а міжкультурні та археологічні дані свідчать про те, що така сексуальна поведінка зберігається тисячоліттями в різних культурах, хоч і спосіб вираження різниться у них, але в той же час вона компрометує саму основу розмноження.

## Історія
Термін «андрофілія» виник на початку XX століття. Його ввів у науковий обіг німецький сексолог Магнус Гіршфельд, який у своїй праці описав чотири групи чоловіків-гомосексуалів:
1. педофілів, яких найбільше приваблюють підлітки передпубертатного періоду,
2. ефебофілів, яких найбільше приваблюють юнаки з періоду статевого дозрівання до щонайбільше двадцяти років,
3. геронтофілів, яких найбільше приваблюють чоловіки старшого віку (від 50 і більше),
4. андрофілів, яких найбільше приваблюють особи чоловічої статі віком від двадцяти до п'ятдесяти[5].

У сучасному науковому дискурсі перші три певною мірою розглядаються, як парафілії, хоча лише педофілія офіційно визначена, як розлад.
Останнім часом тенденційно замість терміна андрофілія використовують коректніший термін андросексуальність та андросексуал(-ка), який у широкому розумінні означає потяг до людей з яскраво вираженою мужністю незалежно від їх статі та гендерної ідентичності.

## Виноски
1. ↑  R., DYNES, WAYNE (2017). ENCYCLOPEDIA OF HOMOSEXUALITY. ROUTLEDGE. ISBN 1-138-94650-8. OCLC 958351634.
2. ↑  Hames, Raymond; Garfield, Zachary; Garfield, Melissa (13 січня 2017). Is Male Androphilia a Context-Dependent Cross-Cultural Universal?. Anthropology Faculty Publications. Архів оригіналу за 25 жовтня 2020. Процитовано 26 лютого 2021.
3. ↑  Vasey, Paul L.; VanderLaan, Doug P. (2014). Weekes-Shackelford, Viviana A.; Shackelford, Todd K. (ред.). Evolutionary Perspectives on Male Androphilia in Humans. Evolutionary Perspectives on Human Sexual Psychology and Behavior  (англ.). New York, NY: Springer New York. с. 369—391. doi:10.1007/978-1-4939-0314-6_19. ISBN 978-1-4939-0313-9.
4. ↑  Gómez Jiménez, Francisco R.; Semenyna, Scott W.; Vasey, Paul L. (2020). Offspring Production Among the Relatives of Istmo Zapotec Men and Muxes. Archives of Sexual Behavior (англ.). 49 (2): 581—594. doi:10.1007/s10508-019-01611-y. ISSN 0004-0002.
5. ↑  Hirschfeld, Magnus (1956). Sexual anomalies: the origins, nature and treatment of sexual disorders (англ.). Emerson Books. OCLC 896618795.